# Kretscham-Rothensehma

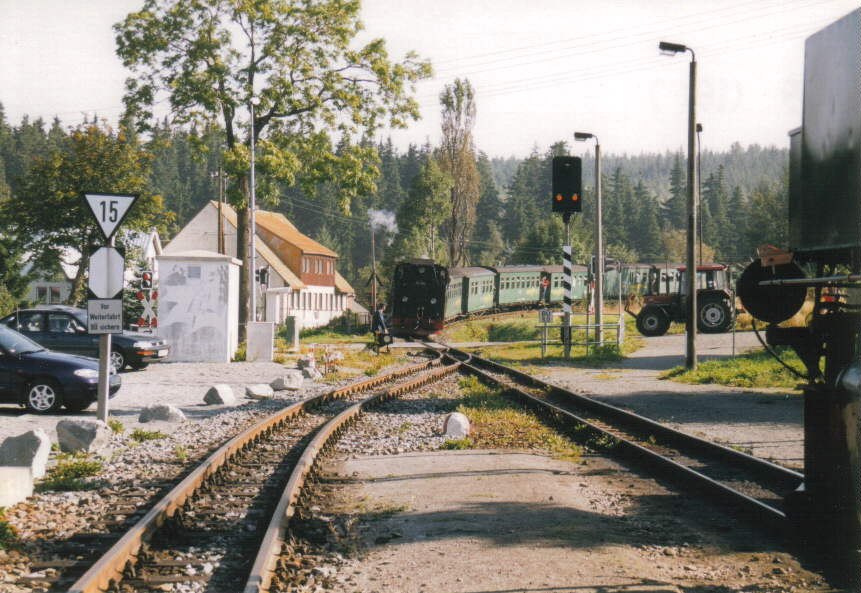
Zugkreuzung in Kretscham-Rothensehma

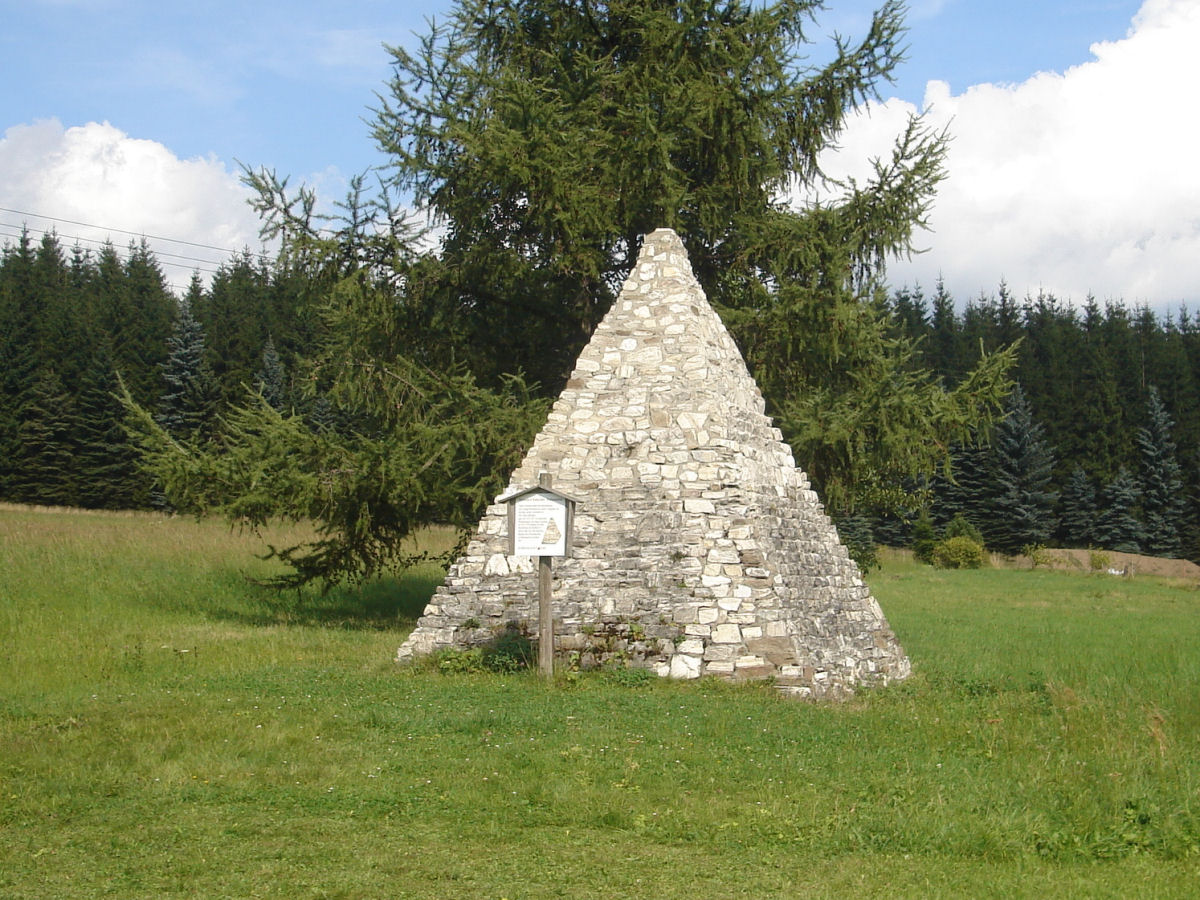
Nachbildung der Cheopspyramide

Kretscham-Rothensehma ist ein Dorf, das zum Ortsteil Neudorf der Gemeinde Sehmatal im sächsischen Erzgebirge gehört.

## Geografische Lage
Kretscham-Rothensehma liegt etwa acht Kilometer nördlich von Oberwiesenthal im Erzgebirge. Die Ortslage liegt an der namensgebenden Roten Sehma, die einer der beiden Quellflüsse der Sehma ist. Südwestlich des Ortes liegt der 1215 m ü. NN hohe Fichtelberg. Östlich des Orts liegt die Erhebung Toskabank (887 m ü. NHN).

## Geschichte
Der Ortsname leitet sich vom slawischen Kretscham (= Schänke) und der Rotfärbung der durchfließenden Sehma durch Abfärbungen von Roteisenstein ab.
1519 erteilte der Abt von Grünhain den Schönburgern die Erlaubnis, im Tal der Roten Sehma einen neuen Kretscham zu errichten, was Beschwerden des schankberechtigten Erbrichters aus Cranzahl über die neue Konkurrenz zur Folge hatte. 1526 wurde das Freigut samt Brauhaus und Erbraum durch Wolf von Schönburg an Hans Brenner, den Leiter der Nürnbergischen Gesellschaft verliehen, die mehrere Bergwerke und einen Hammer in Unterwiesenthal besaß. Im 17. Jahrhundert war der Kretscham im Besitz der Försterfamilie Eberwein, deren bekanntester Spross Cornelius Eberwein war. Für die zweite Hälfte dieses Jahrhunderts sind verschiedene Einwohner nachweisbar. Der Wurzelhändler Samuel Morgenstern ist als (schon verstorbener) „Inwohner [= Einwohner] in der rothen Sehma“ (1689) bzw. „Wurtzenhändler zur Rothen Sehma“ (1704) verzeichnet. Seine Tochter Susanna Morgenstern heiratete 1689 den Tagelöhner (und späteren Handarbeiter) Gottfried Grund aus Bärenstein. 1704 schloss die Tochter Salome Morgenstern die Ehe mit dem Bärensteiner Tagelöhner (und späterem Bergmann) Benedict Grund. Auch die Familie des Balthasar Grimm „aus der rothen Sehma“ ist verzeichnet. Dessen jungfräuliche Tochter war die Taufpatin der am 27. Oktober 1687 in der Erlöserkirche getauften Susanna Schenck aus Bärenstein. 1699 heiratete Anna Cathrina Frey – die Tochter des „johann freys Gewesenen [= verstorbenen] Handarbeiters Zur Rothen Sehma“ – in der Bärensteiner Kirche den Witwer Israel Schmiedel aus Niederschlag. 1712 schloss Anna Sophia Böttger in Neudorf die Ehe mit dem Stahlberger Chirurgen Johann Christoph Donat. Ihr zu diesem Zeitpunkt schon verstorbener Vater Theodor Böttger war „Handelßmann und Besitzer des halben Kretzschams Zur rothen Sehma“.
1789 bestand um den Kretscham eine kleine Siedlung mit zehn Häusern, die bis in das 19. Jahrhundert hinein als ein möglicher Schauplatz der Gefangennahme des Prinzen Albrecht von Sachsen aus den Händen des Prinzenräubers Kunz von Kaufungen galt. 1848 zählt Johann Traugott Lindner neun bis zehn „löschpapiergraue Häuschen“ zu der Siedlung, in der Otto Eberwein im 19. Jahrhundert eine Sommerfrische einrichtete.
Die südliche und höchste Erhebung des nordöstlich des Orts gelegenen Höhenzugs Stahlberg erhielt zu Beginn des 20. Jahrhunderts die Bezeichnung Toskabank. Benannt ist sie nach Toska Eberwein, deren Mann zu dieser Zeit Oberförster in Kretscham-Rothensehma war. Dieser entstammte der örtlichen Försterfamilie und setzte sich sehr für die Entwicklung des Fremdenverkehrs und somit zusätzlicher Verdienstmöglichkeiten für den Ort ein. Eberwein ließ auf dem Höhenrücken Ruhebänke aufstellen. Sie wurden in der Gegenwart erneuert und ergänzen die Ruhebank am Aussichtspunkt. 1916 ließ Karl-Hugo Eberwein eine kleine Pyramide als Nachbildung der Cheopspyramide errichten.

## Verkehr
Durch Kretscham-Rothensehma verläuft die Staatsstraße 266 Cunersdorf–Hammerunterwiesenthal.
In Kretscham-Rothensehma befindet sich eine Haltestelle der schmalspurigen Fichtelbergbahn.

## Tourismus
- Der Stoneman Miriquidi, die anspruchsvollste Mountainbikestrecke im Erzgebirge, verläuft südlich des Orts.[8]

## Persönlichkeiten
- Georg Arthu (1889–nicht ermittelt), Buchhändler und Schriftsteller